# Прва влада Ђорђа Симића
Друга влада Ђорђа Симића је била влада Краљевине Србије од 24. јануара 1894. до 2. априла 1894.

## Историја
Након Грујићеве оставке, нову владу саставио је Ђорђе Симић. Била је то коалициона влада напредњака и либерала, односно умерених припадника ових странака. Симић је био противник корупције и фаворизовања страначких другова, те се надао да ће његов кабинет, састављен од интелигенције, обновити поболели државни живот у Србији. Та његова идеја оцењена је у јавности као утопија. Симић је у себи видео спасиоца земље, док су остали на његову владу гледали као на провизоријум. Радикали су нападали долазак краља Милана и нову владу као незаконите. Прва мера Симићеве владе било је ослобађање либерала на судском процесу 6. марта. Влада је покренула пречишћавање државног апарата. На страни краља и владе била је војска. Симићева нестраначка влада одржала све свега неколико месеци (21. јануар – 2. април). Александар је био нестрпљив и желео је све напречац. Говорио је како га министри не слушају. Све чешће је помишљао на суспензију Устава. Тај задатак није припао Симићевој влади која је пала 2. априла. Нову владу образовао је дотадашњи министар унутрашњих послова Светомир Николајевић. Била је то реконструисана Симићева влада.

## Чланови владе
| Функција                                                  | Слика             | Име и презиме        | Детаљи                        |
| --------------------------------------------------------- | ----------------- | -------------------- | ----------------------------- |
| Председник министарског савета и министар иностраних дела |                   | Ђорђе С. Симић       |                               |
| Министар унутрашњих дела                                  |                   | Светомир Николајевић |                               |
| Министар правде                                           |                   | Андра Ђорђевић       |                               |
| Министар финансија                                        |                   | Ђорђе С. Симић       | заступник, до 19/31.1.1894.   |
| Министар финансија                                        | Чедомиљ Мијатовић |                      |                               |
| Министар просвете и црквених дела                         |                   | Андра Ђорђевић       | заступник, до 20.1/1.2. 1894. |
| Министар просвете и црквених дела                         | Димитрије Нешић   |                      |                               |
| Министар војни                                            |                   | Милован С. Павловић  |                               |
| Министар грађевина                                        |                   | Стеван Здравковић    |                               |
| Министар народне привреде                                 |                   | Сима Лозанић         |                               |